# 街头霸王 (游戏)
《街头霸王》是一款由日本卡普空公司於1987年制作和发行的格鬥遊戲。本游戏是该公司首款格斗类游戏，也是街头霸王系列首作。
1988年12月4日，该游戏发行到當時新推出PC Engine CD-ROM²时，制作人给它取名叫《街头快打》，堪稱目前格鬥類遊戲的始祖之一，亦是史上首兩款同步發行的CD-ROM遊戲（另一款是小川範子的No.Ri.Ko）。

## 遊戲主角
| 角色名稱     | 特徵                     | 技擊風格 | 主要招式                 | 備註           |
| 隆（Ryu）    | 褐髮 白色道服 紅色布履鞋 | 暗殺拳   | 波動拳 昇龍拳 龍捲旋風腳 | 固定1P玩家控制 |
| 肯/拳（Ken） | 金髮 紅色道服 赤腳       | 暗殺拳   | 波動拳 昇龍拳 龍捲旋風腳 | 固定2P玩家控制 |

## 關卡
| 第一關：日本 |      |            |            |          |      |
| 角色名稱     | 特徵 | 場景       | 技擊風格   | 主要招式 | 備註 |
| （Retsu）    | 和尚 | 寺院前     | 少林寺拳法 |          |      |
| （Geki）     | 忍者 | 富士山附近 | 忍術       | 瞬間移動 |      |

| 第二關：美國 |          |            |          |          |      |
| 角色名稱     | 特徵     | 場景       | 技擊風格 | 主要招式 | 備註 |
| （Joe）      | 白人壯漢 | 鐵道       | 踢拳     |          |      |
| 麥克（Mike）     | 黑人壯漢 | 拉什莫尔山 | 拳擊     |          |      |

### 加分關卡
磚瓦擊破
| 第三關：中國 |                 |          |          |          |      |
| 角色名稱     | 特徵            | 場景     | 技擊風格 | 主要招式 | 備註 |
| 李（Lee）    | 戴瓜皮帽 著唐裝 | 萬里長城 | 八極拳   |          |      |
| 元（Gen）    | 白髮老者 著長袍 | 香港街道 | 螳螂拳   |          |      |

| 第四關：英國         |                       |        |              |          |      |
| 角色名稱             | 特徵                  | 場景   | 技擊風格     | 主要招式 | 備註 |
| （Birdie）           | 高大的龐克頭          | 市鎮   | 摔角         | 鐵頭功   |      |
| 伊格爾/老鷹（Eagle） | 留兩撇小鬍子 穿白襯衫 | 城堡前 | 菲律賓雙棍術 |          |      |

| 第五關：泰國    |          |        |          |          |            |
| 角色名稱        | 特徵     | 場景   | 技擊風格 | 主要招式 | 備註       |
| （Adon）        | 戴頭箍   | 河邊   | 泰拳     |          |            |
| 沙加特（Sagat） | 戴黑眼罩 | 佛寺前 | 泰拳     | 虎刃波   | 最終關頭目 |

## 外部連結
- 莫比游戏上的《街头霸王》（英文）